# Diócesis de Christchurch
La diócesis de Christchurch (en latín: Dioecesis Christopolitana y en inglés: Roman Catholic Diocese of Christchurch) es una circunscripción eclesiástica de la Iglesia católica en Nueva Zelanda. Se trata de una diócesis latina, sufragánea de la arquidiócesis de Wellington. Desde el 21 de mayo de 2022 su obispo es Michael Andrew Gielen. 

## Territorio y organización

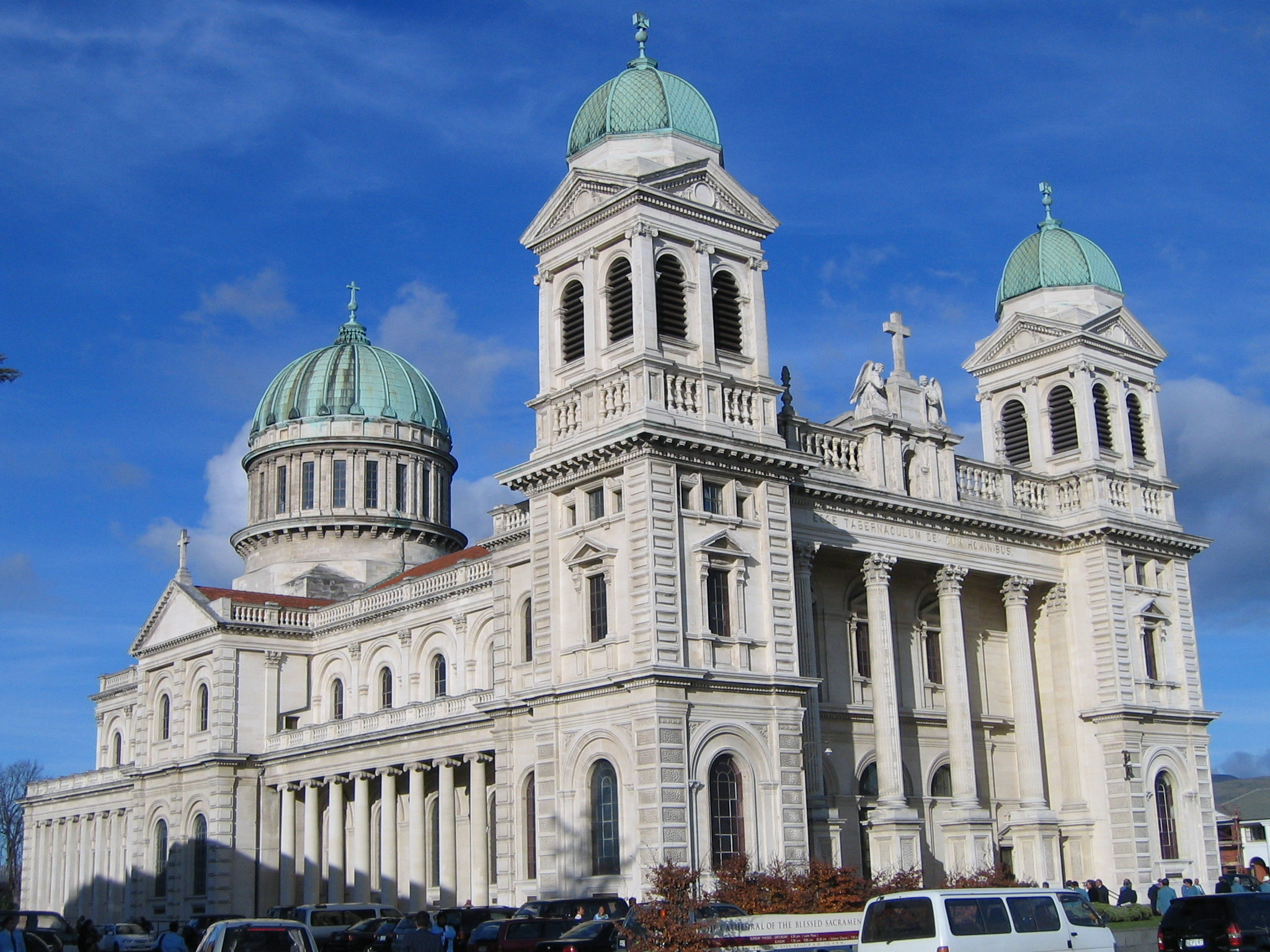
Catedral del Santísimo Sacramento en 2005

La diócesis tiene 32 000 km² y extiende su jurisdicción sobre los fieles católicos de rito latino residentes en la mayor parte de las regiones de Canterbury y West Coast en la isla Sur, y las islas Chatham (ubicadas a 800 km al este de la isla Sur).

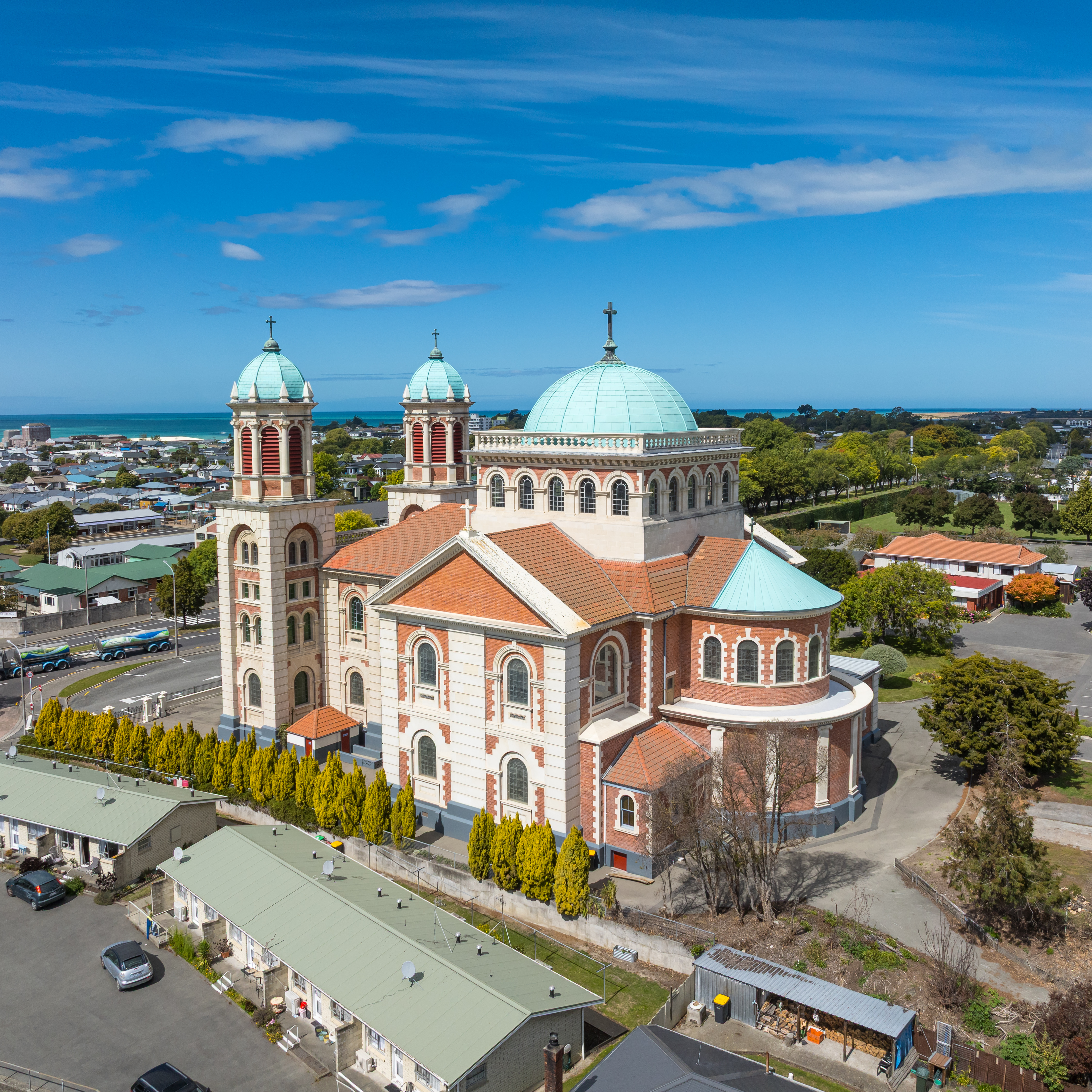
Iglesia del Sagrado Corazón, en Timaru, llamada impropiamente basílica

La sede de la diócesis se encuentra en la ciudad de Christchurch, en donde se hallaba la Catedral del Santísimo Sacramento que fue dañada por terremotos el 4 de septiembre de 2010 y el 22 de febrero de 2011, por lo que fue demolida en 2020. La Procatedral de Santa María (también ubicada en Christchurch) sirve como sede de la diócesis en espera de que una nueva catedral sea construida.
En 2023 en la diócesis existían 18 parroquias.

## Historia
La diócesis fue erigida el 10 de mayo de 1887 mediante el breve Ex debito pastoralis del papa León XIII separando territorio de la diócesis de Wellington, que a la vez fue elevada al rango de arquidiócesis metropolitana.
Durante 57 años y hasta 2015 la diócesis envió un sacerdote a la Base McMurdo de Estados Unidos en la Antártida (ubicada en la Dependencia Ross, un territorio reclamado por Nueva Zelanda) para servir en la Capilla de las Nieves.

## Estadísticas
Según el Anuario Pontificio 2024 la diócesis tenía a fines de 2023 un total de 68 750 fieles bautizados.
| Año                                                                             | Población            | Población | Población      | Sacerdotes | Sacerdotes    | Sacerdotes    | Bautizados por sacerdote | Diáconos permanentes | Religiosos | Religiosos | Parroquias |
| Año                                                                             | Bautizados católicos | Total     | % de católicos | Total      | Clero secular | Clero regular | Bautizados por sacerdote | Diáconos permanentes | Varones    | Mujeres    | Parroquias |
| ------------------------------------------------------------------------------- | -------------------- | --------- | -------------- | ---------- | ------------- | ------------- | ------------------------ | -------------------- | ---------- | ---------- | ---------- |
| 1950                                                                            | 30 250               | 243 777   | 12.4           | 90         | 47            | 43            | 336                      |                      | 66         | 374        | 32         |
| 1966                                                                            | 58 000               | 391 069   | 14.8           | 135        | 85            | 50            | 429                      |                      | 99         | 486        | 49         |
| 1970                                                                            | 61 162               | 358 582   | 17.1           | 138        | 85            | 53            | 443                      |                      | 101        | 460        | 50         |
| 1980                                                                            | 69 603               | 452 635   | 15.4           | 120        | 77            | 43            | 580                      |                      | 83         | 315        | 52         |
| 1990                                                                            | 54 732               | 462 650   | 11.8           | 101        | 64            | 37            | 541                      |                      | 64         | 261        | 50         |
| 1999                                                                            | 64 629               | 488 000   | 13.2           | 79         | 55            | 24            | 818                      |                      | 46         | 212        | 50         |
| 2000                                                                            | 64 629               | 548 793   | 11.8           | 78         | 54            | 24            | 828                      |                      | 46         | 190        | 50         |
| 2001                                                                            | 64 629               | 548 793   | 11.8           | 79         | 55            | 24            | 818                      |                      | 31         | 199        | 50         |
| 2002                                                                            | 68 295               | 511 734   | 13.3           | 72         | 49            | 23            | 948                      |                      | 37         | 171        | 50         |
| 2003                                                                            | 62 715               | 503 631   | 12.5           | 70         | 48            | 22            | 895                      |                      | 38         | 187        | 50         |
| 2004                                                                            | 62 715               | 503 631   | 12.5           | 73         | 49            | 24            | 859                      |                      | 44         | 155        | 52         |
| 2006                                                                            | 62 715               | 503 631   | 12.5           | 67         | 49            | 18            | 936                      |                      | 35         | 138        | 51         |
| 2013                                                                            | 68 500               | 546 000   | 12.5           | 63         | 47            | 16            | 1087                     |                      | 32         | 109        | 39         |
| 2016                                                                            | 67 824               | 574 755   | 11.8           | 66         | 50            | 16            | 1027                     |                      | 38         | 100        | 27         |
| 2019                                                                            | 72 000               | 610 910   | 11.8           | 65         | 48            | 17            | 1107                     |                      | 39         | 103        | 26         |
| 2021                                                                            | 66 830               | 654 900   | 10.2           | 62         | 44            | 18            | 1077                     |                      | 39         | 91         | 26         |
| 2023                                                                            | 68 750               | 673 790   | 10.2           | 61         | 42            | 19            | 1127                     |                      | 39         | 99         | 18         |
| Fuente: Catholic-Hierarchy, que a su vez toma los datos del Anuario Pontificio. |                      |           |                |            |               |               |                          |                      |            |            |            |

## Episcopologio

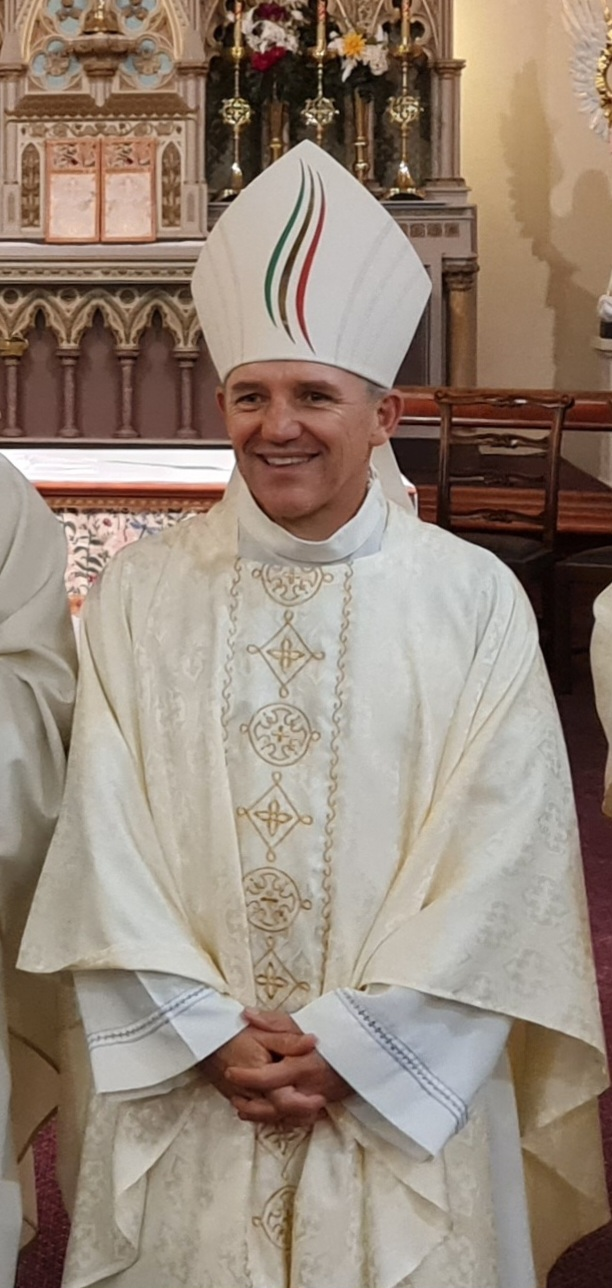
Michael Andrew Gielen, obispo de Christchurch desde 2022

- John Joseph Grimes, S.M. † (13 de mayo de 1887-11 de marzo de 1915 falleció)
- Matthew Joseph Brodie † (27 de noviembre de 1915-11 de octubre de 1943 falleció)
- Patrick Francis Lyons † (16 de marzo de 1944-5 de abril de 1950 nombrado obispo auxiliar de Sídney[nota 1])
- Edward Michael Joyce † (18 de abril de 1950-28 de enero de 1964 falleció)
- Brian Patrick Ashby † (11 de julio de 1964-4 de julio de 1985 renunció)
- Denis William Hanrahan † (4 de julio de 1985 por sucesión-1 de febrero de 1987 falleció)
- John Basil Meeking † (30 de marzo de 1987-15 de diciembre de 1995 renunció)
- John Jerome Cunneen † (15 de diciembre de 1995-4 de mayo de 2007 retirado)
- Barry Philip Jones † (4 de mayo de 2007 por sucesión-13 de febrero de 2016 falleció)
- Paul Martin, S.M. (5 de diciembre de 2017-1 de enero de 2021 nombrado arzobispo coadjutor de Wellington)[nota 2]
- Michael Andrew Gielen, desde el 21 de mayo de 2022